# Фебруарска револуција
Фебруарска револуција је прва од две револуције у царској Русији 1917. Догодила се између 8. и 12. марта (23. и 27. фебруара по јулијанском календару) 1917. године и њена непосредна последица је абдикација цара Николаја II, колапс Руске империје и крај династије Романов. Некомунистичка руска привремена влада кнеза Георгија Лавова је заменила царску власт. После Јулских дана Лавова је наследио Александар Керенски. Привремена влада је био савез између либерала и социјалиста који су желели да подстакне политичке реформе, стварање демократски изабране извршне и Уставотворну скупштину.
Ова револуција се одиграла предвођена комунистичким револуционарима предвођених Лењином и подржаним од стране Немачког царства, с којим је Русија била у рату. Напетости које су настале током дугог периода коначно су се разбуктали у револуцију, а град Санкт Петербург (преименован у Петроград за време Првог светског рата) је постао жариште тих активности.
Фебруарску револуцију је пратила Октобарска револуција, којом је успостављена бољшевичка власт и промена у социјалној структури Русије, која је утрла пут за настанак Совјетског Савеза.

## Народно незадовољство
Након гушења револуције 1905. године под притиском државне репресије долази до само краткотрајног смиривања ситуације која се убрзо почиње погоршавати по владајућу елиту. Током 1910. године Русију потресају само 222 штрајка и од тога је било 8 политичких. Већ 1913. године број штрајкова је 2404 и од њих полиција као политичке оцењује њих 1034, а само у првом делу 1914. године (до августа) имамо 3534 штрајка од којих је 2565 политичких. Све у свему Русија се у тренутку избијања рата налази у предреволуционарном раздобљу, али чак нити цар тога није свестан јер му полиција у извештају из 1913. године јавља да се број немира смањује и како нема опасности од револуције пошто се сви проблеми могу решити без помоћи војске.

## Цар и Дума
Дума је била формирана од Напредног блока којег су чинили либерали и парламентарна већина, а окупљао је 2/3 Думе. Они траже амнестију за политичке затворенике и састављање владе од њених чланова (јер желе партиципирати у власти) што цар одбија и распушта Думу 1916. године. Након што је парламент поновно сазван, цар није направио реформе које је тражио Напредни блок па се криза продубљује. Дума га оптужује за велеиздају. Долази до пада владе због оставке министра спољних послова Сазонова, па Николај II за премијера поставља Стüрмера а за министра унутрашњих послова Протопопова, који су обојица Распућинови људи. Због самовоље у избору чланова владе и вођењу рата крајем децембра 1916. незадовољство бива све веће.
Цар и царица губе потпору радништва и сељака (због војне мобилизације без критерија и због заустављања производње), аристократије (која тражи смену Распућина) и генерала (нису одани због неслагања око рата). Владајући су очекивали немире грађана но не у већој мери па је покрет маса изненадио власт која није сматрала да треба припремити војску.

## Револуција
8. марта 1917. у Петрограду избијају немири због кризе у снабдевању хлебом која је настала због диверзије на железници. Након што су се два дана окупљале по фабрикама и улицама, масе крећу према центру узвикујући „Доле апсолутизам!".
Напредни блок у Думи покушава искористити догађаје изазивајући оставку Владе која пада након једва 48 сати. Револуционари заузимају Фински колодвор и ослобађају политичке затворенике (мењшевике) из Петропавловске тврђаве.
Након што је нестала службена власт, формирала се нова подељена власт између Извршног комитета Думе којег чини либерална буржоазија (има више утицаја у владању па премијер постаје кнез Лавов, а министар спољних послова Миљуков) те Совјета радника и војника - социјалисти. Они се разилазе у стајалиштима. Совјет тражи тренутну абдикацију цара, а одбор Думе тражи наметање цару нове владе по властитом избору, али не и абдикацију.
Заједничко решење пронађено је поделом министарства између двеју страна, а одбор Думе пристао је тражити абдикацију цара у корист неког другог члана царске породице. Дана 16. марта Николај II се одрекао престола у корист свога брата, кнеза Михаила. Међутим, Михајло следећи дан у Думи није добио подршку целе власти, већ само буржоаских либерала. Михајло схвата да царство нема будућност те сам потписује абдикацију. Дана 17. марта, Русија је постала република.